# 國立金門高級農工職業學校
國立金門高級農工職業學校（National Kinmen Agricultural & Industrial Vocational Senior High School），簡稱為金門農工或金門高職。位於中華民國福建省金門縣的國立技術型高級中等學校。原為福建省立金門高中附設職業部，後來在1975年遷址，於1981年8月1日正式獨立設校，最初校名為「福建省立金門高級農工職業學校」，1984年以後改隸為「國立金門高級農工職業學校」。

## 歷任校長
| 任別 | 姓名   | 任期                  |
| ---- | ------ | --------------------- |
| 1    | 洪文向 | 1981.08.01-1983.07.31 |
| 2    | 李光明 | 1983.08.01-1996.08.16 |
| 3    | 王添富 | 1996.08.17-2004.07.31 |
| 4    | 陳水芳 | 2004.08.01-2012.07.31 |
| 5    | 劉湘金 | 2012.08.01-2022.01.31 |
| 6    | 林學金 | 2022.02.01-2022.07.31 |
| 7    | 吳志衍 | 2022.08.01至今        |

## 教學單位
- 園藝科
- 機械科
- 汽車科
- 電機科
- 電子科
- 資訊科
- 商業經營科
- 養殖科
- 漁業科
- 家政科
- 餐飲管理科
- 綜合職能科

## 特色
此做法在全金門甚至是臺灣地區所有高中職十分罕見；下課鐘聲響完，全校所有學生都要集合在廣場聽教官訓話，特別是進場前還要用小跑步的方式，以班級為單位慢慢進場，進場途中還必須要喊口號，如雄壯、威武、嚴肅、剛直等等。

## 外部連結
- 金門農工網站 （页面存档备份，存于）
- 金門農工漁業科網站 （页面存档备份，存于）